# Caridarctia albicancellata
Caridarctia albicancellata là một loài bướm đêm thuộc phân họ Arctiinae, họ Erebidae.